# فرانسیس
فرانسیس (به انگلیسی: FRANCIS) یک پایگاه اطلاعات کتابشناختی آکادمیک است که توسط مؤسسه اطلاعات علمی و فناوری نگه‌داری می‌شود. فرانسیس هسته ادبیات دانشگاهی را در زمینه علوم انسانی و علوم اجتماعی با تأکید بر ادبیات اروپایی، پوشش می‌دهد.
مؤسسه اطلاعات علمی و فنی - مرکز ملی پژوهش‌های علمی فرانسه هم‌اکنون دسترسی آزاد به پایگاه داده فرانسیس همراه با محتوای پایگاه داده پاسکال بر روی وبسایتش داده است.

## همچنین ببینید
- وبگاه رسمی